# Chalcoscirtus iranicus
Chalcoscirtus iranicus är en spindelart som beskrevs av Logunov, Marusik 1998 [1999. Chalcoscirtus iranicus ingår i släktet Chalcoscirtus och familjen hoppspindlar. Inga underarter finns listade i Catalogue of Life.